# Yoshikazu Nonomura
Yoshikazu Nonomura (野々村 芳和 Nonomura Yoshikazu?,  nacido el 24 de agosto de 1980 en Shizuoka) es un exfutbolista japonés. Jugaba de centrocampista y su último club fue el Consadole Sapporo de Japón.

## Trayectoria

### Clubes
| Club                | País  | Año         |
| ------------------- | ----- | ----------- |
| JEF United Ichihara | Japón | 1995 - 1999 |
| Consadole Sapporo   | Japón | 2000 - 2001 |